# Palazzo Barberio Toscano

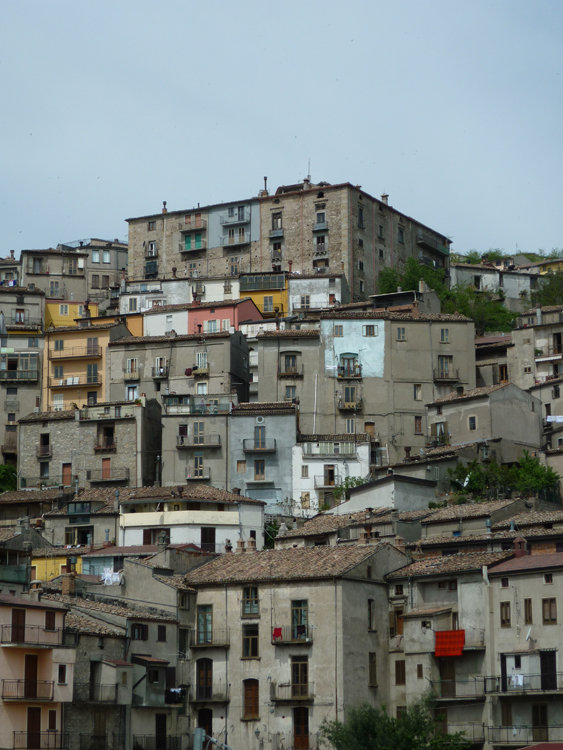
Palazzo Barberio Toscano über dem Viertel Filippa

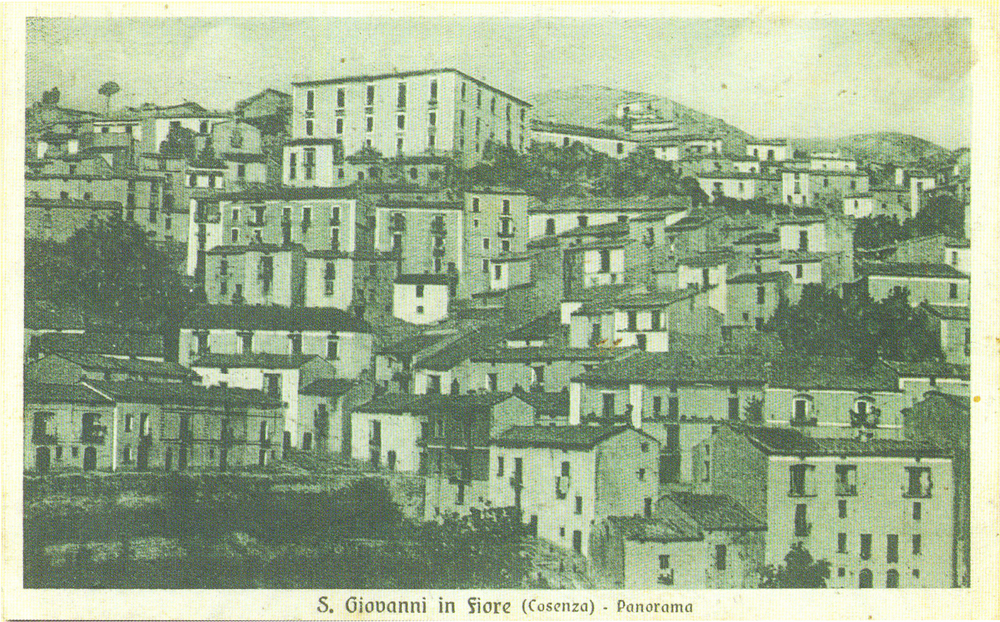
Palazzo Barberio Toscano auf einer Postkarte aus den 1930er-Jahren

Der Palazzo Barberio Toscano (auch Palazzo "rò Barùne") ist ein Palast aus dem 18. Jahrhundert im Viertel Filippa in San Giovanni in Fiore in der italienischen Region Kalabrien. Er liegt in der Via San Francesco d’Assisi, 115.

## Geschichte

### Geschichte der Familie Barberio Toscano
Die Familie Barberio, die aus dem Sila-Vorland um Cosenza stammte, siedelte sich im Jahre 1600 in Giovanni in Fiore an. Das Familienoberhaupt, Andrea, war der Gründervater dreier Familienzweige, von denen nur einer bis Anfang des letzten Jahrhunderts in dem Dorf lebte.
Nach dem Tod von Andrea Barberio erhielten die Kinder große Erbgrundstücke der Sila (Cagno, Ferolia, Macchia di Tuono gesamt), die das Vermögen der Familie vergrößerten. Die Familie, die sich entschloss, sich endgültig in San Giovanni in Fiore niederzulassen, wohnte anfangs im alten Viertel Catoja und begann dank des angehäuften Reichtums, sich im sozialen und administrativen Leben des Dorfes breitzumachen. Der Stamm der Barberios lebte weiterhin in San Giovanni in Fiore unter der Leitung von Salvatore, dem Sohn von Andrea, der in die Fußstapfen seines Vaters treten sollte und Bauernhöfe sowohl in der Sila als auch in der Markgrafschaft Crotone aufkaufte.
Nach dem Tod von Salvatore fielen die Besitzungen an seinen Sohn Andrea (der zu Ehren seines Großvaters so benannt wurde), der Laura Toscano heiratete, die aus Rogliano stammte, und mit ihr fünf Kinder hatte, darunter Nicola als den letzten männlichen Erben.
Nicola heiratete 1760 Teresa Oliveiro, die Tochter einer ortsansässigen Adelsfamilie, die eine beträchtliche Mitgift mitbrachte. Der Reichtum wurde noch beträchtlicher dank der Heirat mit Teresa, wodurch Nicola gedrängt wurde, der Familie den Doppelnamen „Barberio Toscano“ zu geben (der zweite Nachname war der der Mutter), um der Familie größerer aristokratische Relevanz zu verleihen. In den folgenden Jahren festigte die Familie ihre politische und administrative Führungsrolle in der Stadt. Als seine Frau Teresa verstarb, nahm der Witwer Rosa Consentino, die aus Celico stammte, zur Frau und wurde 1774 zum Procurator der Camera badiale und zum Revisor der Mietkonten ernannt.

### Der Bau des Palastes
Mit den neuen Generationen, die dem Familienoberhaupt Andrea folgten, blieb der Kauf neuer Grundstücke ein Vorrecht der gesamten Familie, was mit den Jahren das Familienvermögen vergrößerte, das immer imposanter wurde. Die angesammelten Reichtümer überzeugten Nicola, eine große Investition zu tätigen, um die bemerkenswerte gesellschaftliche Position, die die Familie erreicht hatte, nicht nur in der Stadt selbst, sondern in der ganzen Region ins rechte Licht zu rücken. Um der Familie Barberio Toscano mehr Glanz und Sichtbarkeit zu verleihen, ließ Nicola auf einem Felsvorsprung über dem Volksviertel Filippa, östlich des Kapuzinerklosters, einen imposanten Palast errichten.
Der Palast, der zwischen 1735 und 1740 erbaut wurde, wurde bald zum Markenzeichen der Barberio Toscanos, genau zu der Zeit, als diese begannen, das örtlich Verwaltungsleben zu dominieren. Das Gebäude wurde zum Symbol, das diese Rolle unterstreichen sollte, da es an einer Stelle der Stadt errichtet worden war, die diese dominierte. 1780 wurde Nicola Barberio Toscano mit der Verwaltung der Gemeinde Savelli betraut, wogegen er 1782 zum Regio Conduttore del Feudo di Verzino (dt.: Königlicher Dirigent des Lehens von Verzino) ernannt wurde und einige Jahre später, genauer 1801, die Quelle „Zinga“ kaufte, wodurch er sich des Titels eines Barons rühmen konnte. Wenige Jahre später, genauer 1806, wurde der Feudalismus abgeschafft und so verfiel auch der Baronstitel, dem Nicola unaufhörlich nachgejagt war. Er starb 1818 und hinterließ all seine Besitzungen seinem Sohn Andrea, der aber keine männlichen Nachkommen mehr hatte. Somit endete die Dynastie der Barberio Toscanos in San Giovanni in Fiore mit seinem Tod 1828.

### Der Palast heute
Nach dem Ende der Dynastie Barberio Toscano stand der Palast im Mittelpunkt grundlegender Veränderungen. Gegen Mitte des 19. Jahrhunderts wurde er der Gemeinde vermietet, die ihn als Volksschule nutzte. In den folgenden Jahren entschieden sich die verbliebenen Nachkommen der Familie Barberio Toscano, die weit entfernt von San Giovanni in Fiore wohnten, den Palast aufzuteilen und zu verkaufen, womit sie den ursprünglichen Grundriss und die ursprüngliche Architektur des Gebäudes zerstörten. Diese Entscheidung wurde seinerzeit erheblich kritisiert, da der Palast durch die vielen neuen Eigentümer sowohl einer Fragmentierung als auch umfassenden Veränderungen unterzogen wurde, insbesondere an den vier Fassaden. Diese erhielten neue Fensteröffnungen und Balkone, die häufig hässlich waren und in Kontrast zum anfänglichen architektonischen Gleichklang der Renaissance standen.

## Beschreibung
Der Palazzo Barberio Toscano ist ein imposanter, massiger Bau mit quadratischem Grundriss aus der Renaissance, ohne besondere architektonische Vorzüge, konstruiert in einfachem, linearem Stil, dessen Breiten-Höhen-Verhältnis ihn in Kontrast zum Kapuzinerkloster setzt, das einige Meter vom Palast entfernt und etwa 15 Meter höher ist. Die glatten Fassaden sind durch zahlreiche Fenster und wenige Balkone gekennzeichnet, während sich in der Mitte des Palastes ein Innenhof öffnet, aus dem man über breite Treppen aus lokalem Silangranit in die oberen Stockwerke gelangt. Auch die zahlreichen Innenräume sind einfach gestaltet und keinesfalls pittoresk; sie enthalten so keine Fresken oder Gesimse, die die Räume bereichern würden (auch wenn einige Fresken von den älteren Bewohnern der Gemeinde bezeugt werden). Einige dieser Räume wurden für Treffen unter Pro-Bourbonen genutzt.
Das Beeindruckendste an dem Palast ist seine Silhouette, dort oben über dem historischen Ortszentrum, wie eine Burg oder ein typisch feudales Gebäude. Der Palazzo Barberio Toscano, der den perfekten Kontrast zur kleinteiligen Architektur der volkstümlichen Gebäude darunter bildet, war ein klares Signal, insbesondere für die anderen Adelsfamilien in der Gemeinde, das sie trotz der großen Dimensionen ihrer damaligen Paläste im Vergleich mit der Barberio Toscanos bescheiden und einfach waren.

## Bildergalerie

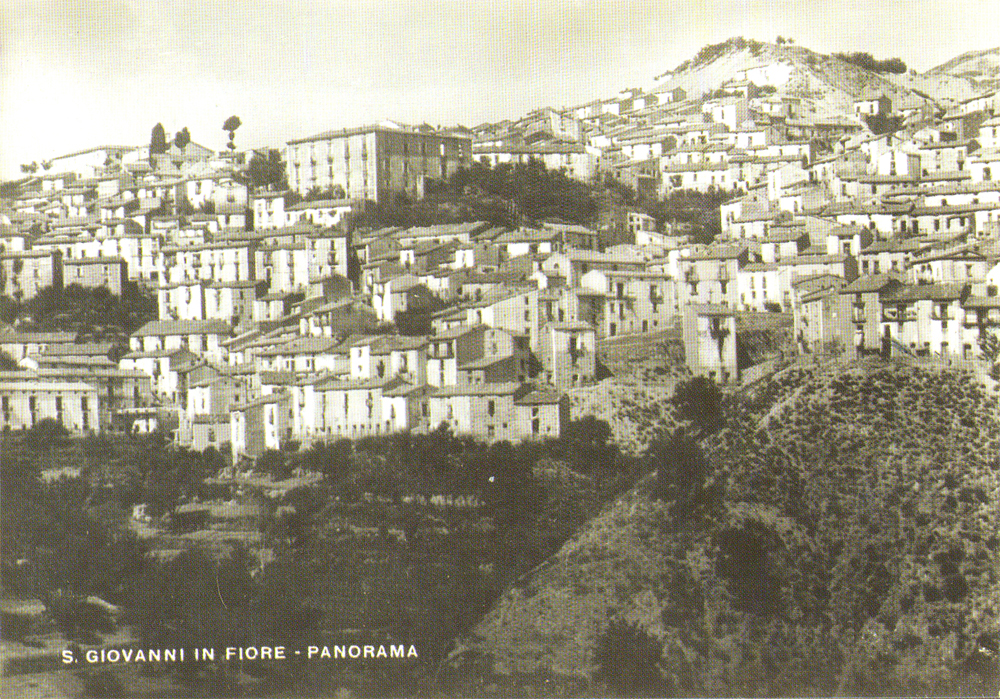
Palazzo Barberio Toscano auf einer Postkarte aus den 1950er-Jahren
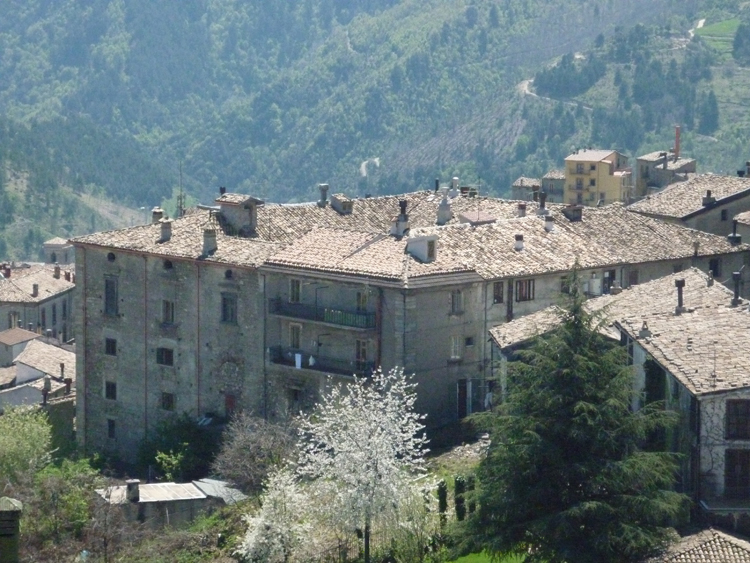
Palazzo Barberio Toscano von der Piazza Bainsizza aus
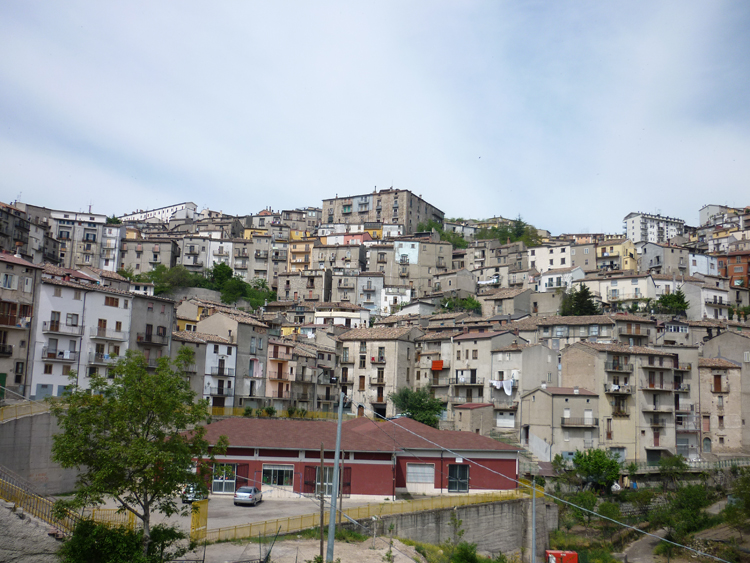
Palazzo Barberio Toscano und das Filippa-Viertel. Oben links kann man auch das Kapuzinerkloster sehen.